# Engel Gábor
Szepeslőcsei Engel Gábor (Marosvásárhely, 1852. augusztus 9. – Kolozsvár, 1935. július 10.) orvos, szülész-nőgyógyász, egyetemi tanár.

## Életpályája
Tanulmányait a pesti egyetem orvosi karán kezdte Lenhossék József professzor mellett. 1873–1874 között Lipcsében folytatta iskoláját. 1876-ban szülészeti és sebészeti diplomát szerzett. 1880-ban műtősdiplomát kapott Kovács József mellett. 1880-ban Kolozsváron a szülészeti kórház orvosa volt. 1881-ben egyetemi magántanárrá képesítették. 1885-ben végezte el az első cisztaműtétjét. 1887-től a kolozsvári Karolina Országos Kórház igazgató-helyettese, 1890-től igazgatója volt. 1893-tól a Kolozsvári Magyar Királyi Ferenc József Tudományegyetem orvosi karán a nőgyógyászati sebészet nyilvános rendkívüli tanára volt. 1899-től a klinikák igazgatója volt. Az 1921-ben Szegedre települt egyetemet nem követte, Kolozsváron maradt; 1919-ben felmentették állásából.
Egészségtannal, csecsemőgondozással, a kórházak és lelencházak helyzetével is foglalkozott. Több mint 50 tudományos cikke jelent meg. Orvos- és családtörténeti adatokat tartalmazó önéletírása kéziratban maradt.
Síra a Házsongárdi temetőben található.

## Családja
Engel József (1807–1870) gyógyszerész fia. Két fia született: Engel Pál (1905–1943) orvos és Engel Rudolf (1894–1945).

## Művei
- Az országos gyermek-menházak ügyében (Kolozsvár, 1885)[3]
- Adatok a sápadtság tüneteihez és gyógykezeléséhez (Budapest, 1906)
- A vetélés kezelése a mindennapi gyakorlatban (Kolozsvár, 1914)
- A havi vérzés rendellenességei (Kolozsvár, 1918)